# Магнай (Побединский сельский округ)
Магнай (каз. Мағынай) — упразднённое село в Карабалыкском районе Костанайской области Казахстана. Входило в состав Побединского сельского округа. Код КАТО — 395055500. Упразднено в 2019 г.
К югу находится озеро Сор.

## Население
В 1999 году население села составляло 295 человек (152 мужчины и 143 женщины). По данным переписи 2009 года, в селе проживало 110 человек (57 мужчин и 53 женщины).